# Fuerte San Telmo
El Fuerte San Telmo (Fort Saint-Elme en francés) es un fuerte militar construido entre 1538 y 1552 bajo Carlos V a partir de una torre fundada en el siglo VIII por los moros. Está situado en el municipio de Colliure, a 30km al sureste de Perpiñán, departamento de los Pirineos orientales. Monumento histórico de la Costa Bermeja, el fuerte es desde 2008 un museo con colecciones de armas medievales y renacentistas, exposiciones temporales y un panorama de la región sobre la terraza.

## Localización
El fuerte San Telmo está situado sobre una colina que domina Colliure al oeste y Port-Vendres al este, en la prolongación noreste del fuerte Dugommier. Se puede acceder al fuerte por dos carreteras: al norte a través de la carretera D114 que sale desde Colliure y al sur a través de la vía rápida D914 que llega hasta Port-Vendres. También se puede llegar haciendo senderismo desde Colliure, pasando por el camino del Molino hasta el castillo.

## Toponimia
Existen varias hipótesis para el nombre de San Telmo: un mártir italiano del siglo IV, Erasmo de Formia o un santo español, Pedro González Telmo (1190-1246). Ambos fueron confundidos y considerados como patrones de los marineros, de ahí su uso en las costas occidentales del Mediterráneo: Saint-Elme en Colliure, Sant'Elmo en Nápoles, Sant Elm en Sant Feliu de Guíxols, Sant Helme y Santem en Provenza, etc.
San Telmo aparece durante las tormentas, en la parte superior de los mástiles de los barcos, con una luz en la mano para protegerlos. Las descargas eléctricas en los mástiles de los navíos fueron consideradas como un signo de su protección y, por ello, fueron llamadas "Fuegos de San Telmo".
Por ley del 3 de junio de 1794, durante la revolución francesa el municipio llevaba el nombre de Fort-du-Rocher (Fuerte de la roca).

## Historia

### Del origen a la Edad Media
La historia del fuerte San Telmo empieza con la edificación de su atalaya en el siglo VIII por los moros, és decir, cuando las tropas árabes bereberes ocuparan entre 719 y 759 la Septimania.
Integrado en la Marca Hispánica, la torre perteneció a los Condes de Rosellón independientes hasta la muerte sin herederos de Girard II en 1172, quien legó su condado a Alfonso II de Aragón, rey de Aragón y conde de Barcelona. En aquella época, la torre fue apodada “torre de guardia”.
Entre 1276 y 1344, los Reyes de Mallorca, cuya residencia veraniega era el castillo de Collioure, decidieron reconstruir esta torre como punto de vigilencia ideal. La torre forma parte de un sistema de comunicación eficaz con dos otras torres fundadas por Jaime II de Mallorca: la torre de Massane (Maçana en catalán) y la torre Madeloc. Ambas se sitúan sobre las alturas de Colliure. Esas torres comunicaron a través de hogueras que permitían alertar las alrededores con señales de humo (negras o blancas, discontinuas o continuas) según el peligro. De noche se utilizaba madera seca para alertar las guarniciones hasta Perpiñán. De día recurrían a madera verde para producir el humo y comunicar más fácilmente con las otras torres y plazas fuertes de la región.
Pero fue el enemigo del rey de Mallorca, Pedro IV de Aragón, quién, una vez la costa conquistada en 1344, realizó importantes obras militares para mejorar la defensa del fuerte.
En la segunda parte del siglo XV (1462-1493), los franceses controlan el Rosellón. En 1462, el rey de Francia Luis XI se aprovecha de la guerra civil catalana (1462-1472) para firmar el tratado de Bayona con Juan II de Aragón y así controlar los condados del Rosellón y de la Cerdaña. Así fue cómo el fuerte cogió el nombre de San Telmo. Una parte de las murallas data de aquella época. El sucesor de Luis XI, Carlos VIII, debido a sus ambiciones sobre el reino de Nápoles, quería asegurarse la neutralidad de su vecino. Firmó con Fernando II de Aragón el tratado de Barcelona en 1493. El rey católico recuperó así los territorios perdidos.

### La fortificación de Carlos I
En el siglo XVI, el Rosellón es una pieza esencial del reinado de Castilla y de Aragón. La región tiene la forma de un triángulo delimitado por las Cordilleras al norte, las Alberas al sur, y la Mediterránea al este. Perpiñán era un centro industrial, cultural y comercial de los más importantes por lazos privilegiados con Italia y sus riquezas. Al norte, está defendida por el castillo de Salses y al sur por el castillo San Telmo. Este castillo protege también los puertos de Colliure y de Port-Vendres, quiénes aseguran a la capital regional del Rosellón suministros y tropas frescas. El progreso de la artillería moderna cambia en profundidad el arte de la guerra y las técnicas de sede. Arquitectos y artilleros se convirtieron entonces en los nuevos maestros de la guerra y consejeros de los Soberanos. En 1537, el arquitecto italiano Benedetto de Rávena llama la atención del emperador Carlos I sobre los puntos débiles de la posición de Colliure. Después de su inspección, obtuvo el acuerdo de Carlos Quinto y empezó las obras en 1538 hasta 1552. Transformó la fisonomía del fuerte que tomó su aspecto en estrella con seis puntas de paredes inclinadas.

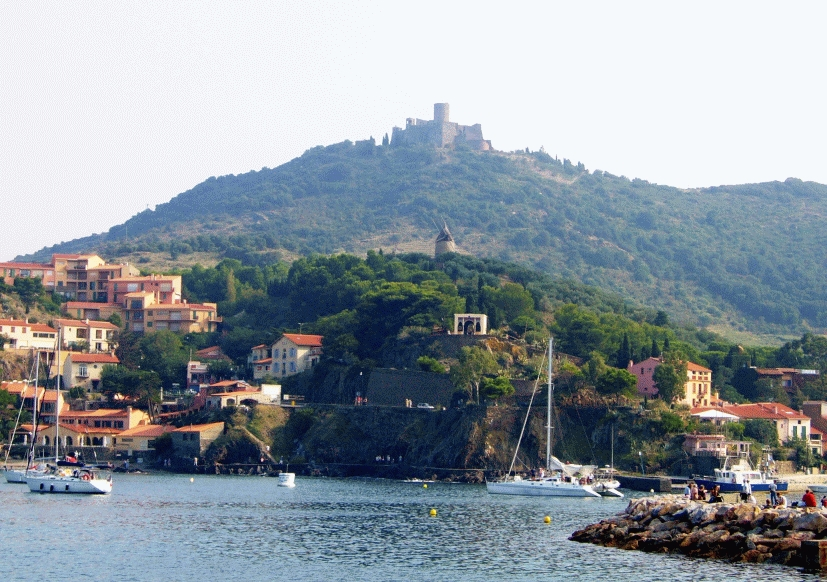
Fuerte San Telmo visto desde Colliure

### Un fuerte francés
A pesar de esa modernización y de su adaptación a la artillería y las armas de fuego, el 13 de abril de 1642, las tropas de Luis XIII asediaron el fuerte y lo conquistaron. El Rosellón, y con ello la fortaleza, quedaron en poder de Francia tras la Paz de los Pirineos en 1659. Vauban, arquitecto militar de Luis XIV, pasa en la región para hacer una habilitación de las estructuras defensivas. Cuando Vauban descubre Colliure y el fuerte San Telmo, decide construir una contraescarpa, formando con la base de la muralla una fosa de unos diez metros de ancho donde resultaba fácil maniobrar los cañones y la infantería.
Hacia 1780, la fachada del fuerte ha sido blanqueada para servir de punto de referencia desde la alta mar, con la torre de Massana, para situar mejor el puerto de Port-Vendres.

### Durante la revolución francesa
Durante la Revolución francesa, más precisamente durante la guerra del Rosellón entre 1793 y 1795, la región fue el lugar de violentos combates. La ejecución de Luis XVI conduce, en abril de 1793, a la intervención de las tropas españolas. El 23 de mayo, Argelès cae, cortando Collioure del resto de la República. La ciudad sitiada resiste seis meses. El 20 de diciembre de 1793, el ejército español bajo el mando del General Ricardos atacó Port-Vendres. Desde el inicio del compromiso, las tropas republicanas son aplastados por un enemigo superior. Se retiraron en gran desorden y buscaron refugio en el fuerte San Telmo, pero la traición de su comandante, comandante del batallón Dufour, mantuvo sus puertas cerradas y luego capituló a los españoles. Esta acción provocó la rendición del general Delattre, jefe de las tropas de la República en Collioure.
Al año siguiente, el general Jacques François Dugommier fue nombrado comandante en jefe del ejército de los Pirineos Orientales. Se trata de un hombre de experiencia. Llegado de Tolón que venía de recuperar, tuvo la inteligencia para seguir el consejo de un joven coronel, comandante de la artillería, llamado Napoleón Bonaparte.
El 3 de mayo de 1794, las tropas republicanas rodearon a las fuerzas españolas. Después de una brillante maniobra de aproximación, la artillería aplastó con unas 11 000 balas de cañón el fuerte San Telmo, lo que obligó a los defensores a evacuar el 25 de mayo de 1794, después de 22 días de asedio.
Durante la Revolución Francesa, la fortaleza tomó el nombre de Fort-du-Rocher.

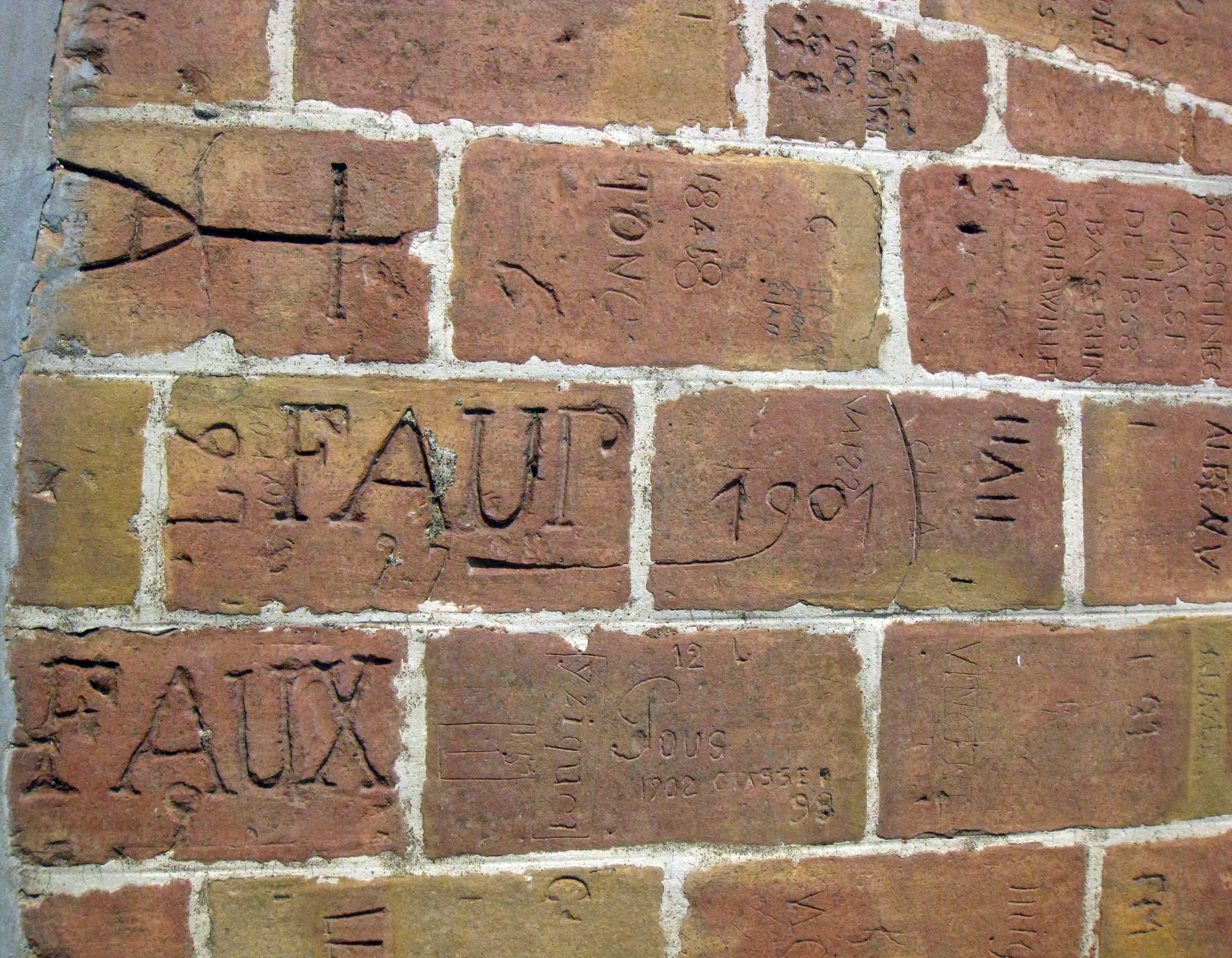
Firmas de militares en los ladrillos de la terraza

Después del período revolucionario, el fuerte, reunido en la ciudad de Colliure, se transforma en una tienda militar.
El castillo San Telmo acogió, según las épocas, desde 200 hasta 1500 soldados y sirvió de guarnición militar hasta 1903.

### Un museo privado
El fuerte San Telmo fue desmilitarizado en 1903 y abandonado. La torre se derrumbaba, la galería de tiro estaba parcialmente impracticable y numerosos muros amenazaban desmoronarse. El 21 de agosto de 1913, el Estado decidió vender en subasta el fuerte. Diferentes dueños se suceden pero ninguno hace restauraciones.
El fuerte es declarado Monument historique (Monumento declarado de interés histórico) por orden del 2 de abril de 1927. Un nuevo dueño decide entonces restaurarlo. Las obras terminaron en 1936.
Durante la Segunda Guerra Mundial, el fuerte fue ocupado por la marina alemana entre 1942 y 1944. Algunos edificios fueron dinamitados a su salida para que no pudieran ser utilizados por las tropas aliadas.
Reconstruido en parte en 1950, las grandes obras empezaron en 2004 y desde 2008, el fuerte está abierto al público. Todavía es una propiedad privada, pero que pueden visitar los turistas.

## Arquitectura

### Exterior
Para la construcción de la fortaleza, el arquitecto Benedetto Ravenna decidió hacer una traza italiana: una fortaleza en forma de estrella para responder a los avances de la artillería. Las paredes están en ángulo para evitar que las balas de cañón hagan demasiado daños. Además, la terraza de 360 grados permite atacar al sitiador sin ángulos muertos.
Cuando la fortaleza pasó a manos de los franceses, Vauban agregó desde la década de 1680 zanjas externas y adiciones al sistema defensivo.

### Interior
El interior del fuerte San Telmo se articula alrededor de varias salas edificadas en la circunferencia exterior del fuerte.
En el primer piso se encontraban los dormitorios de las tropas, la sala de armas, la sala del trono, la prisión y el horno.

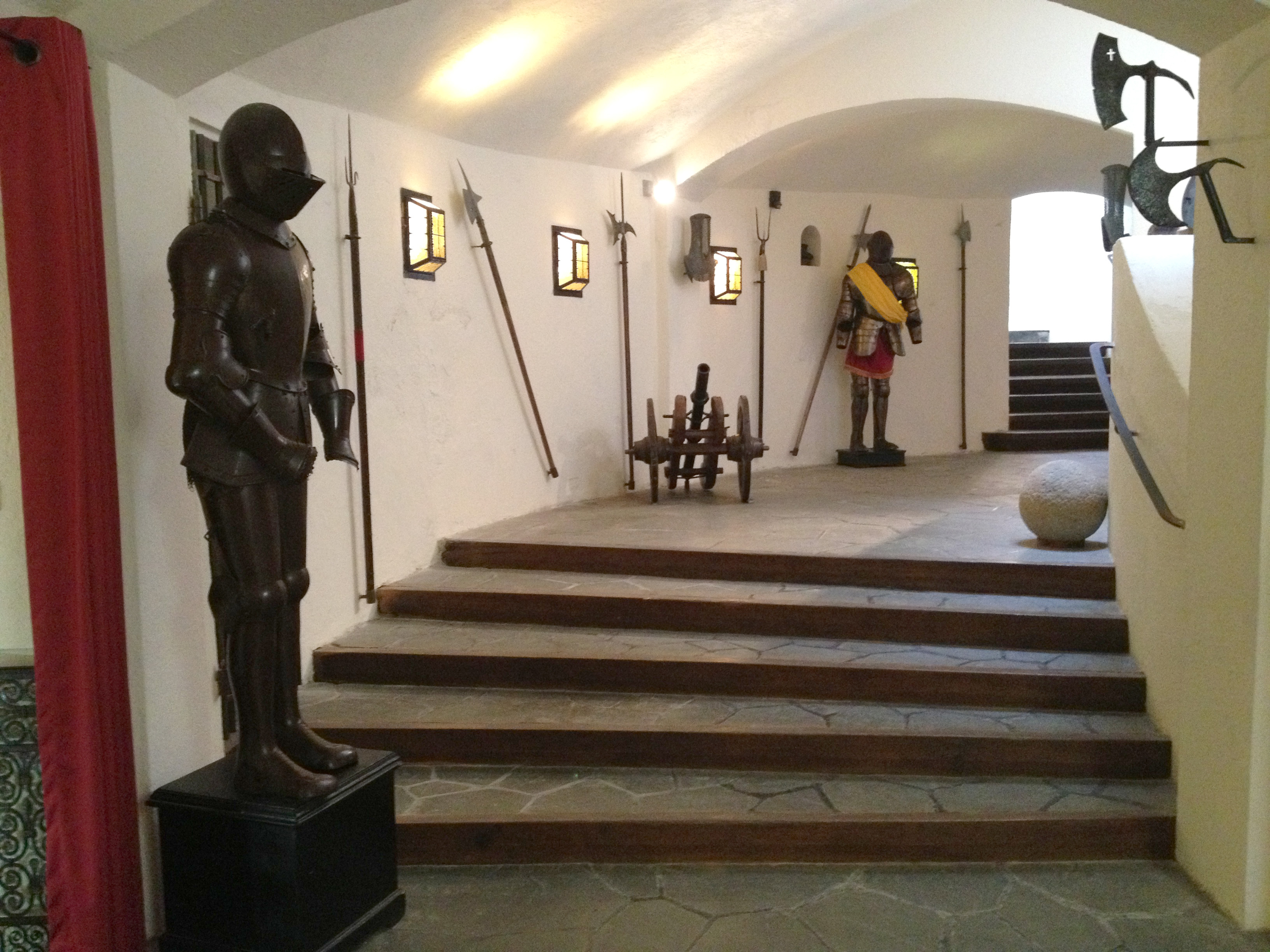
La sala de armas del fuerte San Telmo

Hoy, el piso está habilitado en museo donde están presentados armas y objetos históricos que datan del siglo XVI hasta el siglo XIX : cascos, balas en piedra pulida, en fundición y en hierro resultante de los fosos del fuerte, cañones marítimos, fragmentos de obús, armaduras de caballeros, corazas, armas medievales (guadañas de guerra, heaume, culebrinas) y armas del siglo XVI. Otras salas revelan la historia del monumento: la genealogía, el reinado y la vida de Carlos V; una colección de armas (sobre todo ballestas, alabardas, dagas, espadas), una sala de exposición y una sala sobre las fortificaciones de Vauban y el ataque de Dugommier.
En el segundo piso, los almacenes de harinas y de la artillería están al lado de los cuerpos de guardia y la panadería. San Telmo ha estado concebido para soportar asedios y resistir a los asaltos de los sitiadores: la galería de tiro puede acoger más de 20 cañones y obuses y el sistema defensivo ingenioso ha permitido al castillo resistir a varios ataques. La torre era el polvorín. Los muros alcanzan hacia 8 metros de espesura en algunos lugares.
Los subterráneos no están abiertos al público. Servían de almacén para la comida, las viviendas y podían alojar también todo el material necesario para el combate.
- Datos: Q13516822
- Multimedia: Fort Saint-Elme / Q13516822